# Galaxy Park
Galaxy Park är en belgisk-nederländsk science fiction-serie för barn. Den första säsongen sändes 2011 på Ketnet i Belgien. Serien har också visats i Nederländerna på Zapp och NRK Super i Norge. 

## Handling
Sex ungdomar har fått sommarjobb i en familjepark där det visar sig att en av dem är en utomjording förklädd till människa.

## Medverkande
- Femke - Lauren De Ruyck
- Stef - Nicolas Caeyers
- Melanie - Marieke Meelberghs
- Os - Immanuel Lemmens
- Diederik - Soy Kroon
- Paula Astrid Sercu